# オレロン島
オレロン島 （オレロンとう、フランス語: Île d'Oléron、またはOléron、サントンジュ語: Ilâte d'Olerun）は、フランスの大西洋岸にある島。ラ・ロシェルの西、ペルテュイ・ダンティオシュ水道の南側に位置する。フランス海外領土を除いて、フランスでコルシカ島の次に2番目に大きい島である。島の南端と向かい合うマレンヌの町とともに、フランス一のカキ養殖地である。

## 歴史
1152年から1160年にかけ、アリエノール・ダキテーヌがつくらせた『オレロンの巻物』の中に登場する。1306年、イングランド王エドワード1世は、島をアキテーヌ公領の一部として嫡子エドワードに与えた。

## 行政
オレロン島は、ヌーヴェル＝アキテーヌ地域圏（シャラント＝マリティーム県）に属する。島には8つのコミューンがある。総人口は約1万9千人。

## 交通
1966年から、島は本土と橋でつながれた。全長3027メートルあり、フランスで最も長い橋である。1991年から橋の通行料金が無料になった。